# ريتشارد كيث إليس
ريتشارد كيث إليس (بالإنجليزية: Richard Keith Ellis)‏ هو فيزيائي بريطاني، ولد في 17 نوفمبر 1949 في أبردين في المملكة المتحدة.